# Eduardo VIII del Reino Unido
Eduardo VIII del Reino Unido (nacido como Edward Albert Christian George Andrew Patrick David; Londres, 23 de junio de 1894-París, 28 de mayo de 1972) después conocido como Eduardo, duque de Windsor, fue rey del Reino Unido y de los Dominios Británicos de Ultramar y emperador de la India desde su ascenso al trono, el 20 de enero de 1936, hasta su abdicación el 11 de diciembre del mismo año.
Antes de ascender al trono, Eduardo había ostentado sucesivamente los títulos de duque de Cornualles y Rothesay y de príncipe de Gales. En su juventud combatió en la Primera Guerra Mundial y, una vez terminada esta, representó a su padre en diversos viajes oficiales por otros países. A solo unos meses de iniciar su reinado, Eduardo, que ya había cosechado cierta reputación de frecuentar mujeres casadas, desencadenó una aguda crisis constitucional tras pedir formalmente matrimonio a Wallis Simpson, una celebridad estadounidense que ya se había divorciado en dos ocasiones. Los primeros ministros del Reino Unido y los dominios se opusieron al matrimonio, argumentando que el pueblo nunca la aceptaría como reina. Eduardo sabía que el gobierno, encabezado por el primer ministro británico Stanley Baldwin, renunciaría si los planes de matrimonio seguían adelante, lo que obligaría a convocar nuevas elecciones generales y podría arruinar irremediablemente su condición de monarca constitucional y políticamente neutral. En lugar de renunciar a su amor por su pareja, Eduardo decidió abdicar.
Con un reinado de solo 325 días, Eduardo fue uno de los monarcas de más corto reinado en la historia del Reino Unido y nunca llegó a ser coronado. Le sucedió su hermano menor, Alberto, que optó por usar el nombre de Jorge VI.
Después de su abdicación, fue nombrado duque de Windsor y en 1937 recorrió la Alemania nazi. Durante la Segunda Guerra Mundial fue destinado en un primer momento a la Misión militar británica en Francia, pero, debido a que había mostrado simpatías pronazis, fue enviado a las Bahamas como gobernador. Tras la guerra no recibió cargo oficial alguno y pasó el resto de su vida en el exilio.
La abdicación por parte de Eduardo y la ascensión al trono de su hermano Alberto son parcialmente relatados en la película de 2010 El discurso del rey.

## Biografía

### Primeros años

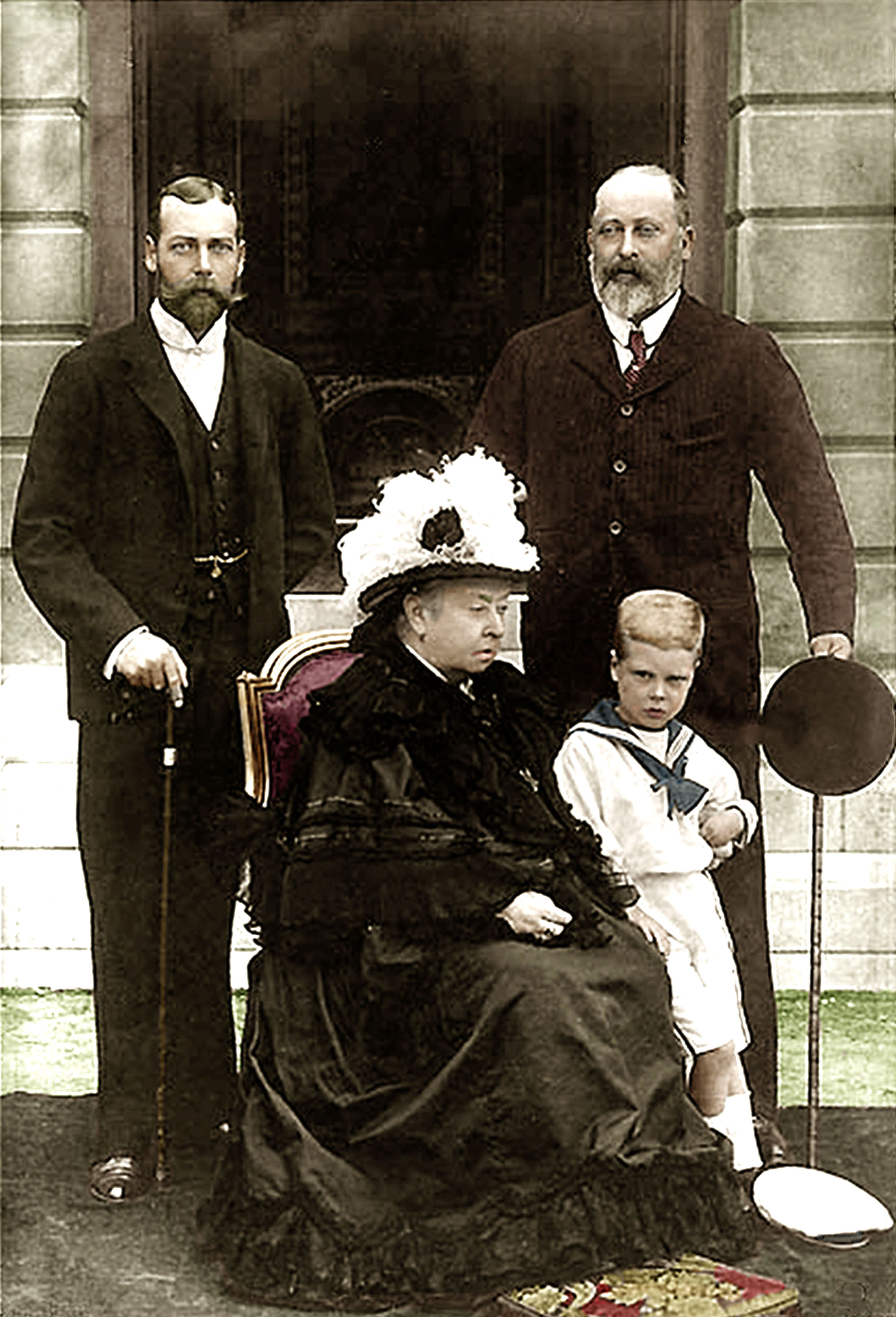
El príncipe Eduardo (abajo a la derecha), junto a su padre, el futuro Jorge V (izquierda), su bisabuela, la reina Victoria (centro) y su abuelo, el futuro Eduardo VII (arriba a la derecha)

Eduardo VIII nació el 23 de junio de 1894 en White Lodge, distrito de Richmond en Surrey, Inglaterra. Era el hijo mayor de los duques de York (más tarde los reyes Jorge V del Reino Unido y María). Su padre era el segundo hijo del príncipe de Gales (más tarde rey Eduardo VII) y de Alejandra, princesa de Gales. Su madre era la hija mayor del duque Francisco de Teck y su esposa, la duquesa de Teck (antes princesa María Adelaida de Cambridge). Como bisnieto de la reina Victoria, en la línea masculina, Eduardo recibió desde su nacimiento el tratamiento de Su Alteza y el título de príncipe Eduardo de York.
Fue bautizado en el Salón Verde de White Lodge el 16 de julio de 1894 por Edward White Benson, arzobispo de Canterbury. Los nombres fueron elegidos en honor a su difunto tío, que era conocido por su familia como Eddy o Eduardo, y su bisabuelo el rey Cristián IX de Dinamarca. El nombre de Alberto fue incluido a petición de la reina Victoria, y sus últimos cuatro nombres: Jorge, Andrés, Patricio y David provenían de los santos patronos de Inglaterra, Escocia, Irlanda y Gales. Su familia y amigos cercanos lo llamaron siempre por su último nombre, David.
Los padres de Eduardo, el duque y la duquesa de York, estuvieron apartados a menudo de la crianza de sus hijos, al igual que otros padres ingleses de clase alta de la época. Eduardo y sus hermanos menores fueron criados por niñeras. Una de sus primeras niñeras abusaba de Eduardo con pellizcos antes de que fuera presentado a sus padres. Su llanto y sus gemidos llevaban al duque y la duquesa a pedir a la nana que se lo llevara. Cuando los padres se enteraron de lo que hacía, despidieron a la niñera.
El padre de Eduardo, aunque ejercía una dura disciplina, acostumbraba demostrar su afecto, y su madre solía mostrar un lado divertido con sus hijos que contraponía a su imagen pública austera y les animaba a confiar en ella.

### Educación

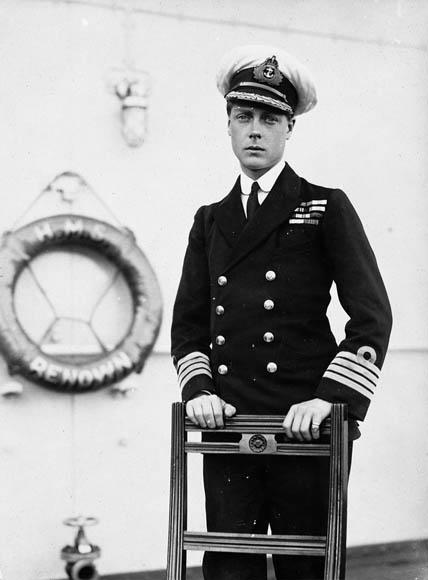
Eduardo, príncipe de Gales como oficial de la Real Marina en Canadá en 1919

Los primeros estudios de Eduardo los hizo en casa y tutelados por Helene Bricka, institutriz que ya lo había sido de María de Teck. Cuando sus padres recorrieron el Imperio británico durante casi nueve meses, después de la muerte de la reina Victoria en 1901, el joven Eduardo y sus hermanos se quedaron en Gran Bretaña con sus abuelos, la reina Alejandra y el rey Eduardo VII, que acostumbraban a colmar de afecto a sus nietos. Al regreso de sus padres, Eduardo fue puesto bajo el cuidado de dos hombres, Frederick Finch y Henry Hansell, quienes prácticamente criaron a Eduardo y sus hermanos el resto de su infancia.
Eduardo estuvo bajo la estricta tutela de Hansell hasta cerca de los 13 años; Hansell quería que Eduardo entrara en la escuela a una edad más temprana, pero su padre no estuvo de acuerdo. Eduardo se presentó al examen para entrar al Osborne Naval College y comenzó allí sus estudios en 1907. Tras dos años en el instituto educativo de Osborne, que no los disfrutó, Eduardo se cambió al Real Colegio Naval de Dartmouth. Se pensó que hiciera ahí un curso de dos años, a lo que seguiría el alistamiento en la Marina Real, pero Eduardo se convirtió automáticamente en duque de Cornualles y duque de Rothesay cuando su padre, Jorge V, ascendió al trono el 6 de mayo de 1910, al morir Eduardo VII. Eduardo fue designado príncipe de Gales, un mes después de cumplir dieciséis años, el 23 de junio de 1910, y comenzaron a prepararlo seriamente para sus futuras funciones como rey. Se retiró de la carrera naval antes de su graduación formal. Sirvió como guardiamarina durante tres meses a bordo del acorazado HMS Hindustan; a continuación, entró en el Magdalen College de la Universidad de Oxford, por lo que, en opinión de sus biógrafos, recibió una baja preparación intelectual. Salió de Oxford después de ocho trimestres sin recibir ningún tipo de credenciales académicas.

### Príncipe de Gales

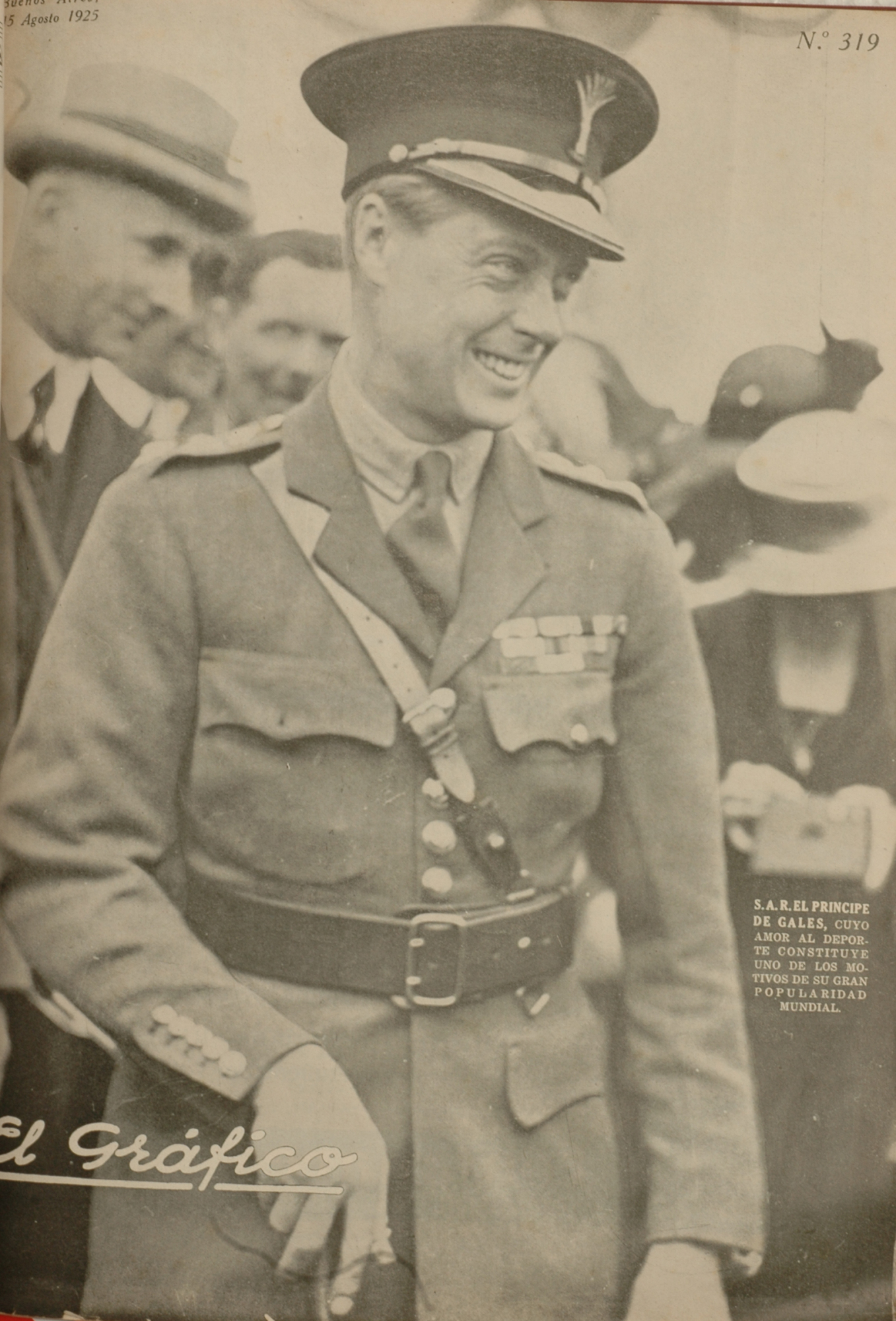
Eduardo durante una visita de estado en Argentina, 1925

Eduardo fue investido oficialmente como príncipe de Gales en una ceremonia especial en el castillo de Caernarfon el 13 de julio de 1911. La investidura tuvo lugar en Gales, a instancias del político galés David Lloyd George, condestable del Castillo y ministro de Hacienda del gobierno liberal. Lloyd George ideó una ceremonia bastante extravagante al estilo de las festividades galesas y preparó a Eduardo para que hablara unas pocas palabras en galés.
Cuando estalló la Primera Guerra Mundial, Eduardo había alcanzado la edad mínima para el servicio activo y estaba dispuesto a ir a la guerra. Se había alistado a los Grenadier Guards en junio de 1914, y aunque estaba dispuesto a servir en la primera línea, el secretario de Estado para la Guerra, Lord Kitchener, se negó a permitirlo, citando el inmenso daño que se produciría si el heredero al trono fuera capturado por el enemigo. A pesar de esto, Eduardo fue testigo de la guerra de primera mano y trató de visitar la línea del frente tan a menudo como pudo, por lo que fue condecorado con la Cruz Militar en 1916. Su papel en la guerra, aunque limitado, le volvió popular entre los veteranos del conflicto. Eduardo emprendió su primer vuelo militar en 1918 y, más tarde, obtuvo la licencia de piloto.
A lo largo de la década de 1920, Eduardo, como príncipe de Gales, representó a su padre, el rey Jorge V, en el país y en el extranjero en muchas ocasiones, realizando unos dieciséis viajes a diversas partes del Imperio entre 1919 y 1935 (en este periodo adquirió la finca Bedingfield, cerca de Pekisko, Canadá). No obstante, en todos sus viajes no se comportó bien, ya que existen registros de sus desapegos al protocolo y su negativa a conocer a personalidades importantes en la India.
Dentro de Gran Bretaña se interesó por las zonas afectadas por la crisis económica.
En Chile, con motivo de su visita en 1925, un grupo de masones británicos acordó formar una nueva Logia, a la que en honor de Eduardo, llamaron "Prince of Wales" bajo el N.º 19 de la Gran Logia de Chile; a esta logia envió un retrato suyo con posterioridad, revestido de los paramentos de la Gran Logia Unida de Inglaterra.
Su rango, los viajes, su buena apariencia y su soltería lo convirtieron en una figura sumamente popular, casi tanto como una estrella de cine que recién estaban surgiendo. A diferencia de su padre, al que nunca se le veía sonreír, mostraba jovialidad con respecto al resto de la realeza. En el apogeo de su popularidad, llegó a ser la celebridad más fotografiada de su tiempo y fijaba la moda masculina. En 1924, donó el Trofeo Príncipe de Gales a la Liga Nacional de Hockey de Estados Unidos.
Sus actitudes hacia muchos de los súbditos del imperio y varios pueblos extranjeros, tanto durante su etapa como príncipe de Gales y más tarde como duque de Windsor, fueron poco comentadas en su momento, pero posteriormente deterioraron su reputación. Sobre los indígenas australianos dijo: «¡Son la forma más repugnante de seres vivos que he visto! ¡Son la forma más baja conocida de seres humanos y son lo más parecido a los monos!».

### Romances

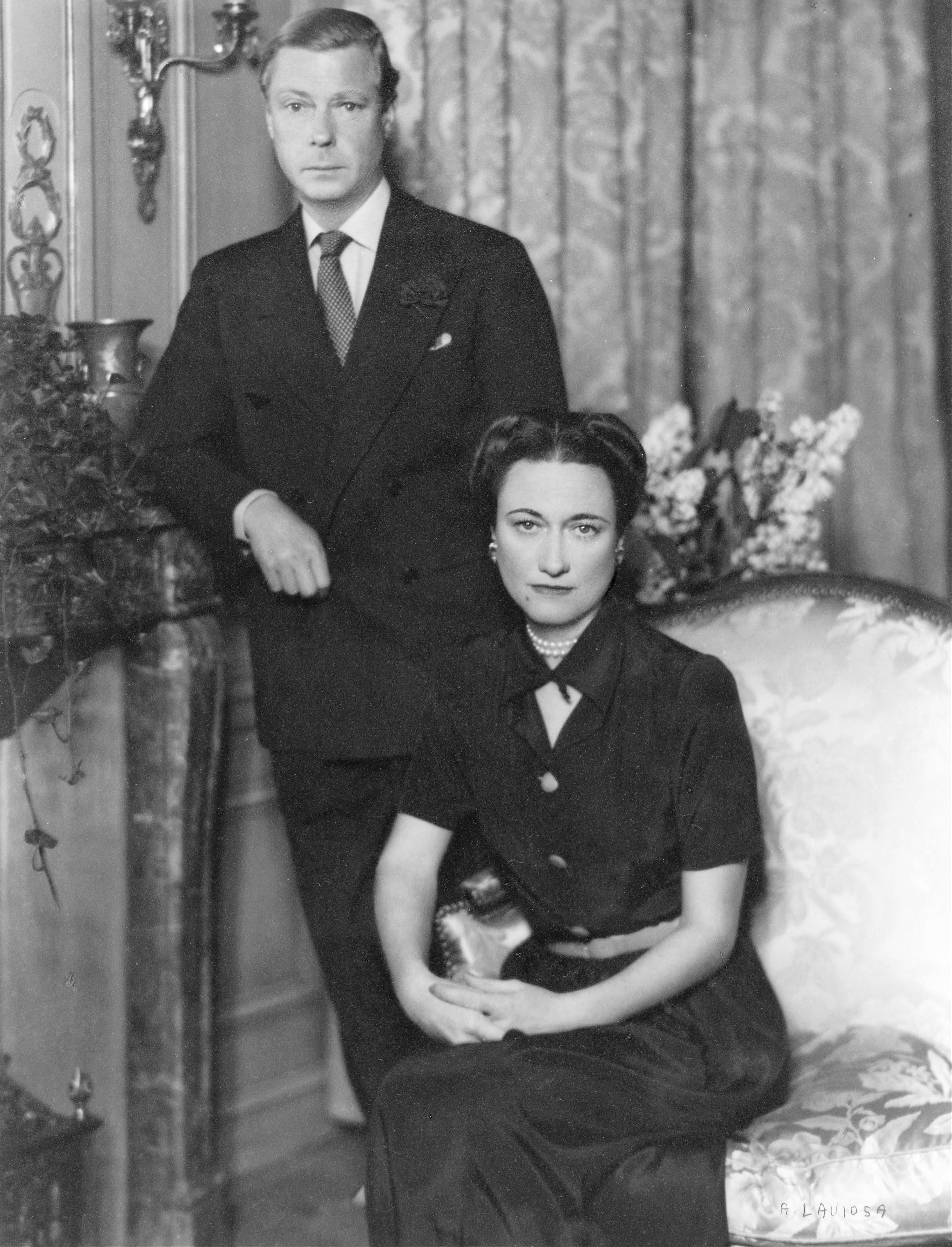
Eduardo, fotografiado junto a su futura esposa, Wallis Simpson, por Vincenzo Laviosa, 1934.

El hecho de que Eduardo fuera un mujeriego compulsivo y otras conductas imprudentes durante los años 1920 y 1930, preocupaban al primer ministro Baldwin, al rey Jorge V y a las personas cercanas al príncipe. Alan Lascelles, secretario privado de Eduardo durante ocho años, creía que, «por alguna razón hereditaria o fisiológica, su desarrollo mental normal se detuvo en seco al llegar a la adolescencia». Jorge V estaba decepcionado por el fracaso de Eduardo para salir adelante en la vida y se le percibía disgustado por sus muchos romances con mujeres casadas. El rey se mostraba reacio a que Eduardo heredara la Corona y parece que dijo acerca de Eduardo: «Después de mi muerte, el chico se arruinará en 12 meses».
En 1929, la revista Time informó que Eduardo embromaba a su nueva cuñada, Isabel, la esposa de su hermano Alberto, llamándola «reina Isabel». La revista preguntaba si «ella no se cuestionaría cuánto de verdad habría en la historia de que [Eduardo] dijo una vez que renunciaría a sus derechos tras la muerte de Jorge V —lo que haría que su apodo se convirtiera en realidad—». Pasaron los años y Eduardo permaneció soltero, pero su hermano y cuñada tuvieron dos hijas. La mayor de ellas era la princesa Isabel. El rey Jorge V dijo de su hijo Alberto («Bertie») y su nieta Isabel («Lilibet»): «Ruego a Dios que mi hijo mayor [Eduardo] nunca se case ni tenga hijos, y que nada se interponga entre Bertie y Lilibet y el trono».
En 1930, el rey le dio a Eduardo una casa, Fort Belvedere, cerca de Sunningdale, Inglaterra. Eduardo mantuvo ahí relaciones con una serie de mujeres casadas, como la mitad británica y mitad estadounidense heredera de empresas textiles Freda Dudley Ward y Lady Furness, una estadounidense, que presentó al príncipe a su amiga estadounidense Wallis Simpson. La señora Simpson se había divorciado de su primer marido en 1927 y se había casado después con Ernest Simpson, un hombre de negocios británico-estadounidense. Se acepta por lo general que la señora Simpson y el príncipe de Gales se hicieron amantes mientras Lady Furness viajaba por el extranjero, aunque Eduardo insistió firmemente ante su padre, el rey, en que no había intimado con ella y que no era apropiado describirla como su amante. La relación de Eduardo con la señora Simpson debilitó aún más la mala relación que este mantenía con su padre. Aunque el rey y la reina conocieron a la señora Simpson en el palacio de Buckingham en 1935, más tarde se negaron a recibirla. Sin embargo, Eduardo se había enamorado de Wallis y la relación se hizo cada vez más íntima.
El romance de Eduardo con la divorciada estadounidense causó una preocupación tan grave, que la pareja fue seguida por los miembros de la Sección Especial de la Policía Metropolitana, que examinó en secreto la naturaleza de su relación. Un informe sin fecha detalla la visita de la pareja a una tienda de antigüedades, donde el propietario señalaría: «Que la dama parecía dominar completamente al PDG [Príncipe de Gales]». La posibilidad de que una divorciada estadounidense con un pasado cuestionable tuviera tal influencia sobre el heredero causó ansiedad entre las figuras del gobierno y el establishment.

### Reinado

Monograma real de Eduardo VIII

El rey Jorge V murió el 20 de enero de 1936 y Eduardo subió al trono como el rey Eduardo VIII. Al día siguiente, rompió el protocolo real al ver la proclamación de su ascenso al trono desde una ventana del palacio de St James, en compañía de Wallis, que a la sazón seguía estando casada. Eduardo VIII se convirtió en el primer monarca de los reinos de la Mancomunidad en volar en un avión cuando se dirigía de Sandringham a Londres para el Consejo de adhesión.
Eduardo causó malestar en los círculos gubernamentales con acciones que fueron interpretadas como una interferencia en asuntos políticos. Cuando visitó los pueblos afectados por las minas de carbón en el sur de Gales, su observación «hay que hacer algo» en favor de los mineros desocupados se consideró directamente como una crítica al Gobierno, aunque nunca quedó claro si Eduardo tenía algo en particular en mente. Los ministros del Gobierno se mostraban reticentes a enviar los documentos confidenciales y los documentos de Estado a Fort Belvedere, porque estaba claro que Eduardo les estaba prestando poca atención y porque percibían el peligro de que la señora Simpson u otros invitados de la casa pudieran verlos.
También comenzó a intervenir en las relaciones exteriores manteniendo conversaciones con el embajador alemán en Londres, Leopold von Hoesch, consideradas indebidas constitucionalmente. Hasta le llegó a confesar a von Hoesch que amenazó al primer ministro Baldwin con la abdicación si Inglaterra entraba en guerra con Alemania. Esto convenció a Hitler de que los británicos no intervendrían ante la ocupación de Renania.
El enfoque poco ortodoxo de Eduardo sobre su función se extendió asimismo a la moneda que llevaba su imagen. Rompió con la tradición de que, en las sucesivas monedas de cada monarca, la imagen miraba en la dirección opuesta a la de su predecesor. Eduardo insistió en que la cara mirara hacia la izquierda (como había hecho su padre), para mostrar la raya que efectuaba en su peinado. Solo un puñado de monedas fueron acuñadas antes de que abdicara, y cuando le sucedió Jorge VI, su imagen también miraba hacia la izquierda para mantener la tradición, sugiriendo que había alguna cantidad de monedas acuñadas con el retrato de Eduardo mirando hacia la derecha.

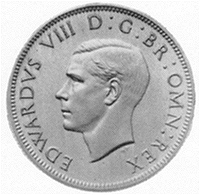
Moneda con la imagen de Eduardo VIII mirando a la izquierda

El 16 de julio de 1936 se produjo un intento de asesinato a Eduardo. Un irlandés descontento, Jerome Brannigan (también conocido como George Andrew McMahon), sacó un revólver cargado cuando el rey montaba a caballo por Constitution Hill, cerca del palacio de Buckingham. La policía vio el arma, se abalanzó sobre él y lo detuvo rápidamente. En el juicio, Brannigan alegó que «una potencia extranjera» se le había acercado para que matara a Eduardo y que había informado al MI5 del plan, y que él no estaba en el sitio más que meramente como un observador y para ayudar al MI5 en la captura de los verdaderos culpables. El tribunal rechazó los alegatos y lo envió a la cárcel por un año. Ahora se piensa que Brannigan había estado en contacto con el MI5, pero permanece en duda la veracidad del resto de sus afirmaciones.
En agosto y septiembre, Eduardo y la señora Simpson recorrieron el Mediterráneo oriental en el yate de vapor Nahlin. En octubre quedó claro que el nuevo rey pensaba casarse con la señora Simpson, sobre todo cuando el proceso de divorcio entre el señor y la señora Simpson fue llevado a la Corte de la Corona en Ipswich. Se hicieron los preparativos para todas las contingencias, incluida la perspectiva de la coronación del rey Eduardo y la reina Wallis. Debido a las implicaciones religiosas de cualquier matrimonio, se hicieron planes para celebrar una ceremonia de coronación secular fuera de la tradicional ubicación religiosa, la abadía de Westminster, en el Banqueting House en el palacio de Whitehall.

### Abdicación
El 16 de noviembre de 1936, Eduardo invitó al primer ministro Stanley Baldwin al palacio de Buckingham y le expresó su deseo de casarse con Wallis Simpson, cuando esta estuviera en condiciones de volver a casarse. Baldwin informó al rey de que sus súbditos consideraban el posible matrimonio como moralmente inaceptable, en gran parte debido a que volverse a casar después del divorcio era opuesto a los principios de la Iglesia de Inglaterra, y el pueblo no toleraría a Wallis como reina. Como rey, Eduardo ocupaba el puesto de gobernador supremo de la Iglesia de Inglaterra, y el clero esperaba que apoyara las enseñanzas de la Iglesia.

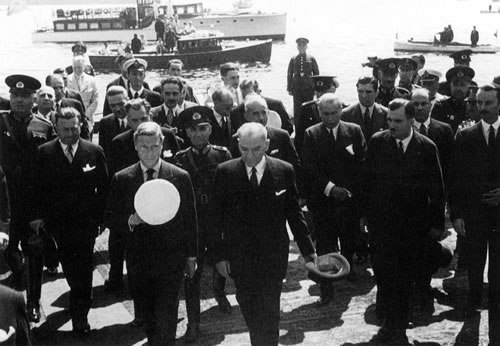
El rey Eduardo VIII con Kemal Atatürk en Turquía, 4 de septiembre de 1936

Eduardo propuso la solución alternativa de un matrimonio morganático, según el cual podría seguir como rey, pero Wallis no se convertiría en reina. A Wallis se le otorgaría un título menor en su lugar y los hijos que tuvieran no heredarían el trono. Esto también fue rechazado por el gabinete británico, así como por otros gobiernos de los Dominios, cuyas opiniones se solicitaron de conformidad con el Estatuto de Westminster de 1931, que prevé, en parte, que «cualquier alteración en la ley que afecte la sucesión al trono o los títulos o tratamientos reales en lo sucesivo, requerirá el consentimiento de los Parlamentos de todos los Dominios, así como del Parlamento del Reino Unido». Los primeros ministros de Australia, Canadá y África del Sur dejaron clara su oposición al matrimonio del rey con una divorciada, el primer ministro irlandés expresó su indiferencia y desapego, mientras que el primer ministro de Nueva Zelanda, que nunca antes había oído hablar de la señora Simpson, vaciló con incredulidad. Frente a esta oposición, Eduardo respondió en un primer momento que «no había mucha gente en Australia» y que su opinión no le importaba.
El rey informó a Baldwin de que iba a renunciar si no podía casarse con la señora Simpson. Baldwin le presentó después a Eduardo tres opciones: renunciar a la idea del matrimonio, casarse en contra de los deseos de sus ministros o abdicar. Era evidente que Eduardo no estaba dispuesto a renunciar a la señora Simpson y sabía que si se casaba contra el consejo de sus ministros, causaría la dimisión del gobierno, lo que provocaría una crisis constitucional. Eduardo escogió abdicar.
El 10 de diciembre de 1936, Eduardo firmó debidamente los instrumentos de abdicación en Fort Belvedere, en presencia de sus tres hermanos varones sobrevivientes, el duque de York, el duque de Gloucester y el duque de Kent (el hermano menor, el príncipe Juan, había muerto en 1919). Al día siguiente, el último acto de su reinado fue la aprobación real del Acta de la Declaración de Abdicación de Su Majestad de 1936. Según lo dispuesto por el Estatuto de Westminster, todos los Dominios aprobaron la abdicación del rey, aunque el Estado Libre Irlandés no aprobó, hasta el 12 de diciembre, el Acta de Relaciones Exteriores, que incluía la abdicación en su lista.
La noche del 11 de diciembre de 1936, Eduardo, que ahora tenía nuevamente el título de príncipe, dio un discurso a la nación y al Imperio para explicar su decisión de abdicar. Fue entonces cuando dijo la famosa frase: «[...] me ha resultado imposible soportar la pesada carga de responsabilidad y desempeñar mis funciones como rey, en la forma en que desearía hacerlo, sin la ayuda y el apoyo de la mujer que amo». Después de la emisión, Eduardo partió del Reino Unido para dirigirse a Austria, aunque no pudo reunirse con la señora Simpson hasta que su divorcio fue efectivo, varios meses después. Su hermano, el príncipe Alberto, duque de York, accedió al trono como Jorge VI. La hija mayor de Jorge, la princesa Isabel, ocupó el primer lugar en la línea de sucesión, convirtiéndose en la heredera al trono.

### Duque de Windsor
El 12 de diciembre de 1936, en la reunión de adhesión del Consejo Privado del Reino Unido, Jorge VI anunció que iba a nombrar a su hermano «Su Alteza Real el duque de Windsor». Quería que este fuera el primer acto de su reinado, aunque los documentos formales no se firmaron hasta el 8 de marzo del año siguiente. Mientras tanto, Eduardo era conocido universalmente como el duque de Windsor. La decisión del rey de designar a Eduardo duque real aseguró que no podía presentarse a las elecciones de la Cámara de los Comunes ni hablar sobre temas políticos en la Cámara de los Lores.
Sin embargo, la patente de letras del 27 de mayo de 1937, que reconfiere al duque de Windsor «el título, tratamiento o atributo de alteza real», declaraba expresamente que «su esposa y sus descendientes, si los hubiere, no podrían recibir dicho título o atributo». Algunos ministros británicos afirmaban que Eduardo no tenía necesidad de que se le otorgara el tratamiento, porque no lo había perdido y, además, que la señora Simpson obtenía automáticamente el rango de esposa de un príncipe con el tratamiento de su alteza real; mientras que otros sostenían que había perdido todo rango real y que ya no debería llevar ningún título o tratamiento real, como rey que había abdicado. El 14 de abril de 1937, el procurador general sir Donald Somervell presentó al ministro del Interior, sir John Simon, un memorando que resumía las opiniones del lord abogado T. M. Cooper, el asesor parlamentario sir Granville Ram y él mismo:
1. Nos inclinamos a opinar que, debido a su abdicación, el duque de Windsor no podía haber reivindicado el derecho a ser descrito como Alteza Real. En otras palabras, ninguna objeción razonable podría haberse esgrimido si el rey hubiera decidido que su exclusión de la línea de sucesión, lo excluía del derecho a este título que le confiere la patente vigente.
2. El asunto, sin embargo, tiene que considerarse sobre la base del hecho de que, por razones que son fácilmente comprensibles, con la aprobación expresa de Su Majestad disfruta de este título y se le menciona como Alteza Real en una ocasión formal y en los documentos oficiales. A la luz de los precedentes, parece claro que la esposa de una Alteza Real cuenta con el mismo título a menos que se lleve a cabo algún paso expreso para privarla de ello.
3. Hemos llegado a la conclusión de que la esposa no podía reclamar este derecho sobre ninguna base legal. El derecho a usar este tratamiento o título, bajo nuestro punto de vista, reside en la prerrogativa de Su Majestad y él tiene el poder de regularlo en Patentes, de forma general o en circunstancias particulares.[59]

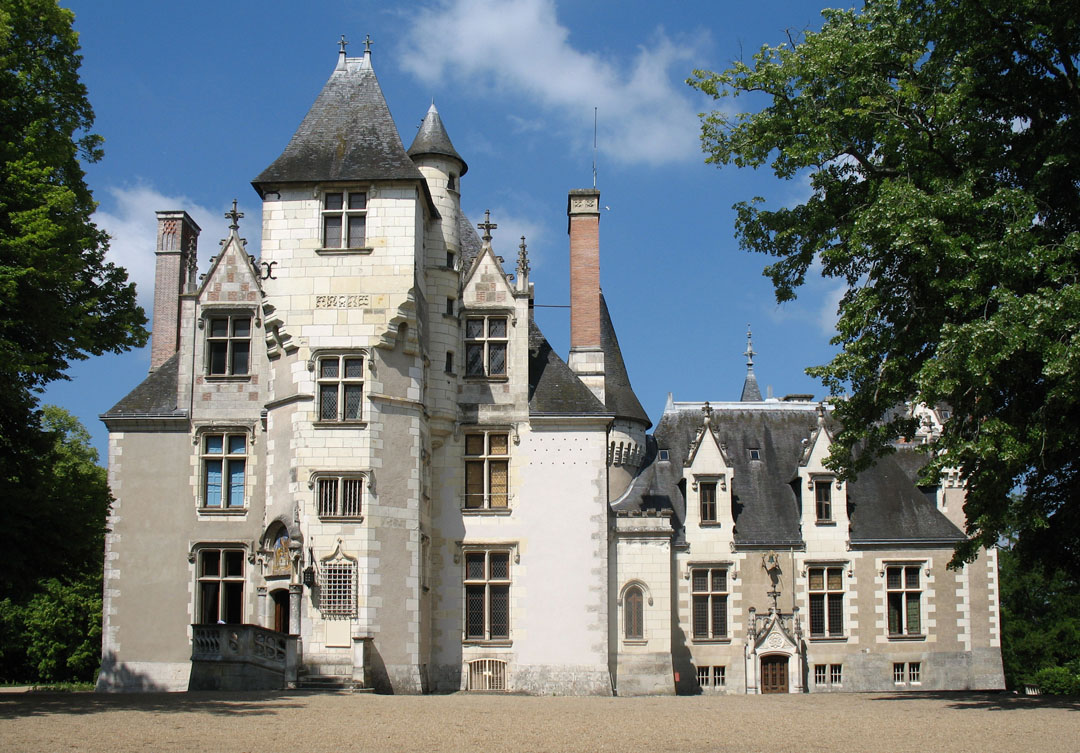
Château de Candé, el lugar de celebración de su casamiento

 El duque de Windsor se casó con la señora Simpson, quien había cambiado su nombre por el de Wallis Warfield, en una ceremonia privada el 3 de junio de 1937 en el castillo de Candé, cerca de Tours, Francia. Cuando la Iglesia de Inglaterra se negó a autorizar la unión, un clérigo del condado de Durham, el reverendo Robert Anderson Jardine (vicario de San Pablo, Darlington), se ofreció a celebrar la ceremonia y el duque aceptó. El nuevo rey, Jorge VI, prohibió a los miembros de la familia real que asistieran a la ceremonia. Eduardo, en particular, quería que sus hermanos los duques de Gloucester y Kent y su primo segundo Luis Mountbatten estuvieran allí; estas actitudes continuaron durante muchos años y amargaron la vida del duque y de la duquesa de Windsor.
A la duquesa de Windsor se le negó el tratamiento de su alteza real, lo que causó conflictos, al igual que el gobierno se negó, en los asuntos financieros, a incluir al duque o la duquesa en la Lista Civil, y el rey pagó personalmente el subsidio del duque. Pero el duque había deteriorado su relación con el rey al ocultarle el valor de sus finanzas, cuando se acordó de manera informal la cantidad que el rey tendría que abonar. Eduardo había acumulado una riqueza procedente de las rentas que el ducado de Cornualles le pagaba como príncipe de Gales y que normalmente estaban a disposición del futuro rey. El nuevo rey y la reina también le pagaron por Sandringham House y por el castillo de Balmoral. Estas posesiones eran propiedad personal de Eduardo, heredadas de su padre el rey Jorge V, y por lo tanto no pasaban automáticamente a Jorge VI al subir al trono. Las relaciones entre el duque de Windsor y el resto de la familia real fueron tensas durante décadas. Eduardo se resintió con su madre y le escribió en 1939: «[tu última carta] destruyó el último vestigio de sentimientos que tenía para ti [...] [y ha] hecho que una posterior correspondencia normal entre nosotros sea imposible». En los primeros días del reinado de Jorge VI, el duque llamó por teléfono todos los días, importunando por dinero e insistiendo en que a la duquesa se le concediera el tratamiento de alteza real, hasta que el acosado rey ordenó que no le pasaran las llamadas.
El duque había asumido que iba a instalarse en Gran Bretaña después de uno o dos años de exilio en Francia. Sin embargo, el rey Jorge VI (con el apoyo de su madre, la reina María y su esposa la reina Isabel) amenazó con cortar el apoyo económico en caso de que regresaran a Gran Bretaña sin ser invitados.

### Segunda Guerra Mundial

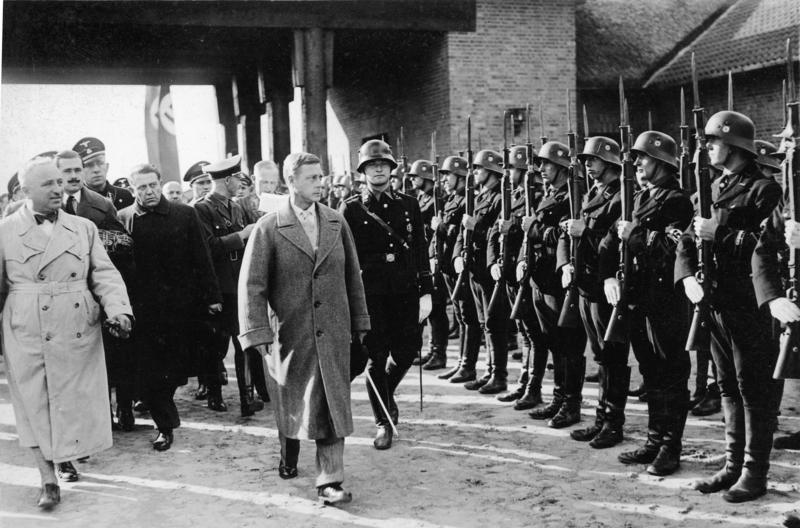
Eduardo revisando un escuadrón de las SS con Robert Ley, 1937

En octubre de 1937, el duque y la duquesa visitaron la Alemania nazi en contra del consejo del gobierno británico y se reunieron con Adolf Hitler en su retiro en Obersalzberg. La visita fue muy publicitada por los medios de comunicación alemanes. Durante la visita, el duque hacía el saludo fascista. El exembajador de Austria, el conde Albert von Mensdorff-Pouilly-Dietrichstein, que era primo en segundo grado y amigo de Jorge V, creía que Eduardo favorecía el fascismo alemán como un baluarte contra el comunismo, e incluso que en un principio estuvo a favor de una alianza con Alemania. La experiencia de Eduardo con «las escenas de horror sin fin» acontecidas en la Primera Guerra Mundial, lo llevaron a apoyar la política de apaciguamiento. Hitler consideraba que Eduardo se mostraba amistoso con la Alemania nazi y pensaba que las relaciones angloalemanas podrían haber mejorado a través de Eduardo, de no haber sido por la abdicación. Albert Speer, arquitecto jefe y miembro del círculo cercano de Hitler, lo cita directamente: «Estoy seguro de que a través de él se podrían haber logrado relaciones permanentes de amistad. Si se hubiera quedado, todo habría sido diferente. Su abdicación fue una grave pérdida para nosotros».

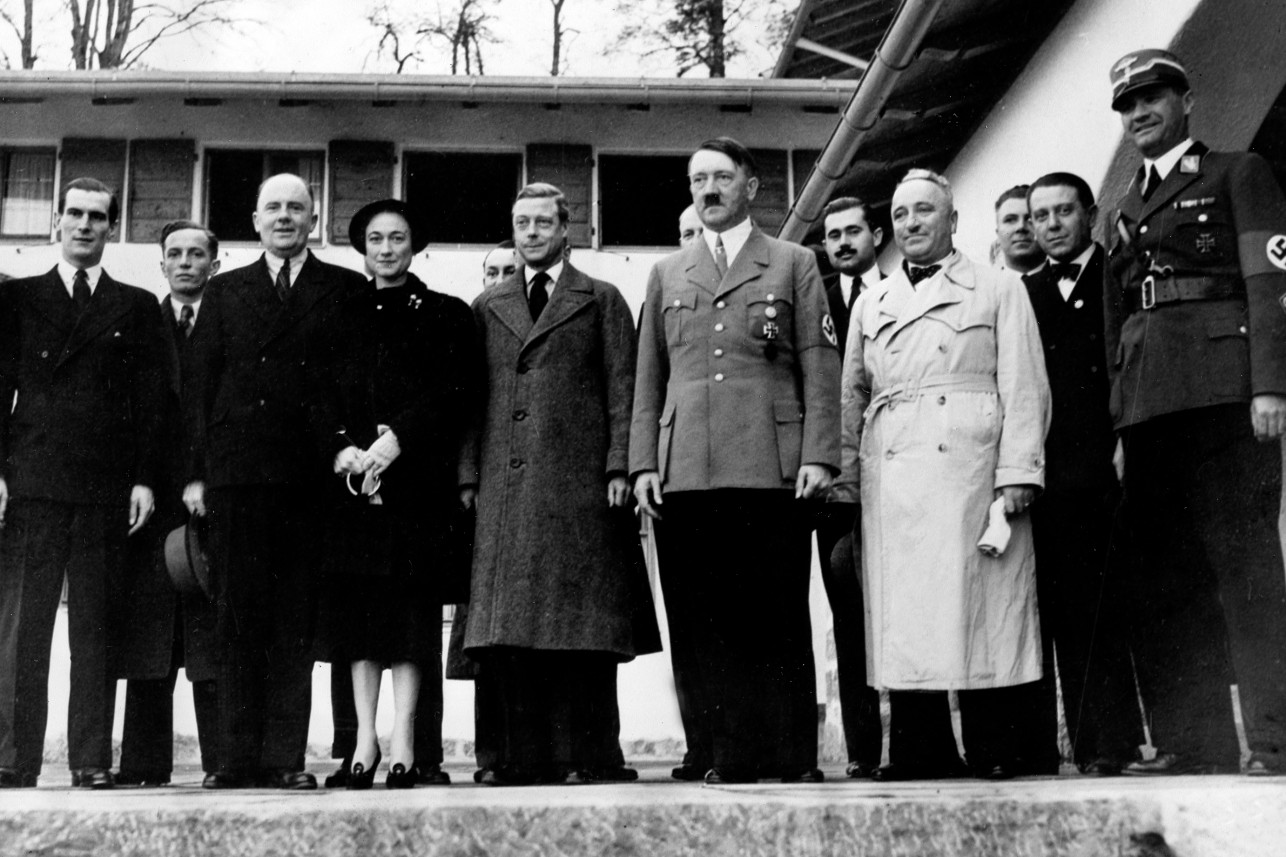
Los duques de Windsor visitan a Hitler en el Bergohf el 27 de octubre de 1937

El duque y la duquesa se establecieron en Francia. Después del estallido de la Segunda Guerra Mundial en septiembre de 1939, Lord Mountbatten los llevó de vuelta a Gran Bretaña a bordo del HMS Kelly, y el duque, a pesar de ser mariscal de campo honorario, fue nombrado general de división adscrito a la misión militar británica en Francia. En febrero de 1940, el ministro alemán en La Haya, el conde Julius von Zac-Burkersroda, afirmó que el duque había filtrado los planes de guerra de los aliados para la defensa de Bélgica. Cuando Alemania invadió el norte de Francia en mayo de 1940, los Windsor huyeron hacia el sur, primero a Biarritz y luego en junio a España. En julio la pareja se mudó a Lisboa, Portugal, donde se alojaron en la casa de Ricardo de Espírito Santo, un banquero portugués con contactos británicos y alemanes. Durante la ocupación de Francia, el duque había pedido a las fuerzas alemanas que pusieran guardias en sus casas de París y de la Costa Azul, y los alemanes lo hicieron. El duque otorgó una entrevista en tono «derrotista» que se distribuyó ampliamente y que fue el colmo para el gobierno británico. El primer ministro, Winston Churchill, amenazó al duque con someterlo a un consejo de guerra si no regresaba a suelo británico. Su presencia en territorio portugués permitió a los alemanes mantener la esperanza de atraerlo, organizando una operación de espionaje, en la que desplegaron agentes, con planes que incluían la posibilidad del secuestro en caso de que no accediera voluntariamente a sus requerimientos.
En agosto, un buque de guerra británico transportó a la pareja a las Bahamas, desde donde, en opinión de Churchill, el duque podía hacer menos daño al esfuerzo de guerra británico.
El duque de Windsor fue instalado como gobernador de las Bahamas, posición que no le gustaba, y se refería a las islas como «una colonia británica de tercera clase». El ministerio de Relaciones Exteriores británico se opuso enérgicamente cuando la pareja planeó un recorrido a bordo de un yate que pertenecía al magnate sueco Axel Wenner-Gren, a quien la inteligencia estadounidense consideraba erróneamente como amigo cercano de Hermann Göring, comandante de la Luftwaffe.
En una entrevista en la revista Liberty dijo que «si Hitler fuese derrocado, sería verdaderamente trágico para el mundo. Hitler es el líder adecuado y lógico para el pueblo alemán, es un gran hombre. Dígale al señor Roosevelt que si propone una oferta de intervención por la paz, el duque de Windsor promulgará inmediatamente un alegato apoyándola, y con ello comenzará una Revolución en Inglaterra que obligará al gobierno a alcanzar la paz». El artículo fue severamente censurado en Gran Bretaña.
Sin embargo, el duque fue elogiado por sus esfuerzos para combatir la pobreza en las islas, a pesar de que despreciaba a sus pobladores, como le sucedía con la mayoría de los pueblos no blancos del Imperio. De Étienne Dupuch, el editor del diario Nassau Daily Tribune, dijo: «Hay que recordar que Dupuch es más de la mitad negro y, debido a la peculiar mentalidad de esta raza, [los negros] parecen incapaces de destacar sin perder su equilibrio». Fue elogiado, incluso por Dupuch, por resolver los conflictos civiles causados por los bajos salarios en Nassau en 1942, a pesar de que culpó de las dificultades a «problemáticos comunistas» y a «los hombres de ascendencia judía de la Europa Central». Renunció al cargo el 16 de marzo de 1945.

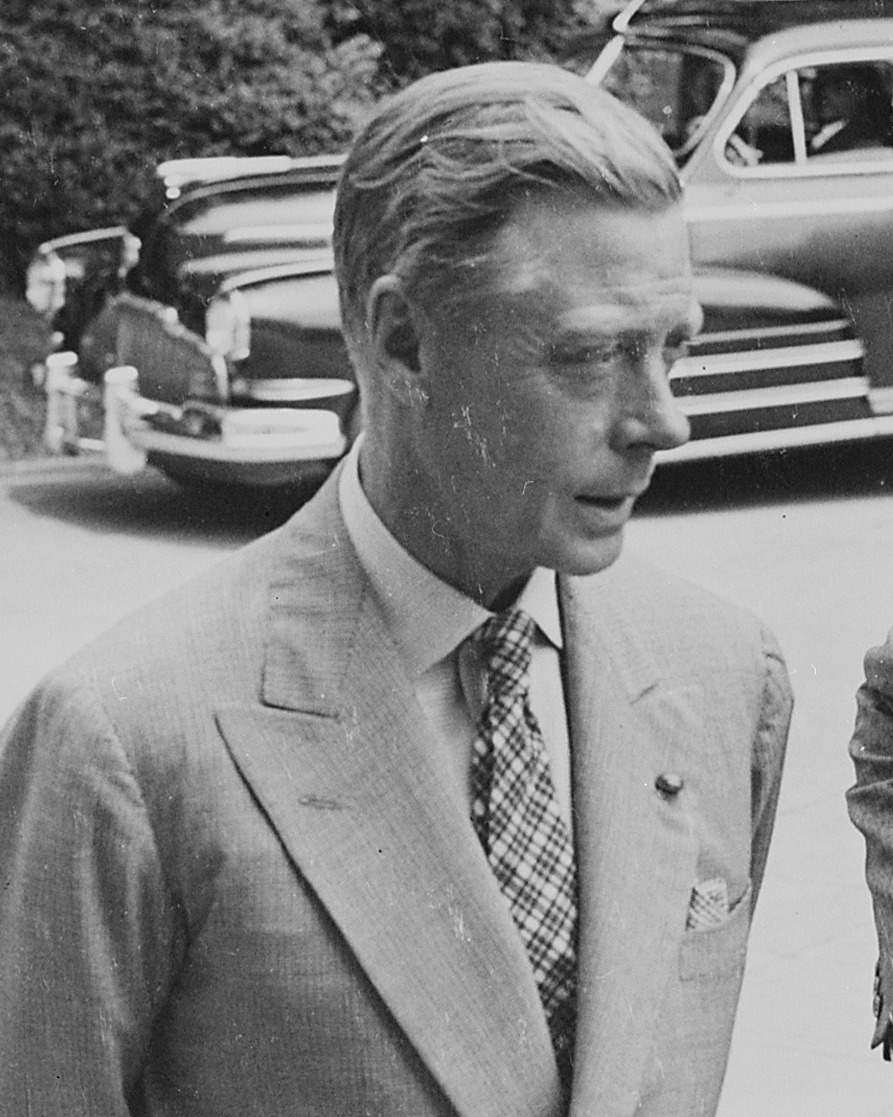
El duque de Windsor, fotografiado en la entrada de la Casa Blanca, en la fecha del anuncio de la rendición japonesa, 1945

Muchos historiadores han sugerido que Hitler estaba dispuesto a reintegrar a Eduardo como rey con la esperanza de establecer un régimen fascista en Gran Bretaña. Era una creencia ampliamente extendida que el duque y la duquesa simpatizaban con el fascismo antes y durante la Segunda Guerra Mundial y que fueron trasladados a las Bahamas para reducir al mínimo sus posibilidades de actuar en ese sentido. En 1940, Eduardo manifestó: «En los últimos 10 años Alemania ha reorganizado totalmente el orden de su sociedad [...] Los países que no estaban dispuestos a aceptar tal reorganización de la sociedad y los sacrificios concomitantes deben dirigir sus políticas en consecuencia». Lord Caldecote le escribió a Winston Churchill justo antes de que la pareja fuera enviada a las Bahamasː «[el duque] es bien conocido por ser pronazi y puede convertirse en el centro de la intriga». Esta última parte de la evaluación, pero no la primera, se corroboró por las operaciones alemanas diseñadas para utilizar al duque. Los aliados se preocuparon por los complots alemanes lo suficiente para que el presidente de los Estados Unidos, Franklin D. Roosevelt, ordenara la vigilancia discreta del duque y la duquesa cuando visitaron Palm Beach, Florida, en abril de 1941. El duque Carlos Alejandro de Wurtemberg (que en ese entonces era monje en un monasterio estadounidense) había convencido al Buró Federal de Investigación (FBI) de que la duquesa, que se había acostado con el embajador alemán en Londres, Joachim von Ribbentrop, se había mantenido en contacto permanente con él y le había seguido filtrando secretos.
Algunos autores han afirmado que Anthony Blunt, un agente del MI5 que actuaba por orden de la familia real británica, hizo hacia el final de la guerra un exitoso viaje secreto al Schloss Friedrichshof en Alemania para recuperar cartas de la correspondencia entre el duque de Windsor y Adolfo Hitler y otros líderes nazis. Lo que es seguro es que Jorge VI envió a Friedrichshof, en marzo de 1945, al bibliotecario real, Owen Morshead, acompañado de Blunt, que entonces trabajaba a tiempo parcial en la Biblioteca Real, así como para la inteligencia británica, con el fin de asegurar documentos relacionados con la emperatriz alemana Victoria, hija de la reina Victoria. Los saqueadores robaron parte del archivo del castillo, incluyendo cartas sobrevivientes entre hija y madre, así como otros objetos de valor, algunos de los cuales fueron recuperados más tarde, después de la guerra, en Chicago. Los documentos rescatados por Morshead y Blunt fueron devueltos por las autoridades estadounidenses y depositados en el Archivo Real.
Después de la guerra, el duque admitió en sus memorias que admiraba a los alemanes, pero negó ser pronazi. De Hitler escribió: «[El] Führer me pareció una figura un tanto ridícula, con sus posturas teatrales y sus pretensiones grandilocuentes». Sin embargo, durante la década de 1960, dijo en privado a su amigo Patrick Balfour, tercer barón Kinross: «Nunca pensé que Hitler fuera un mal tipo».

### Vida posterior

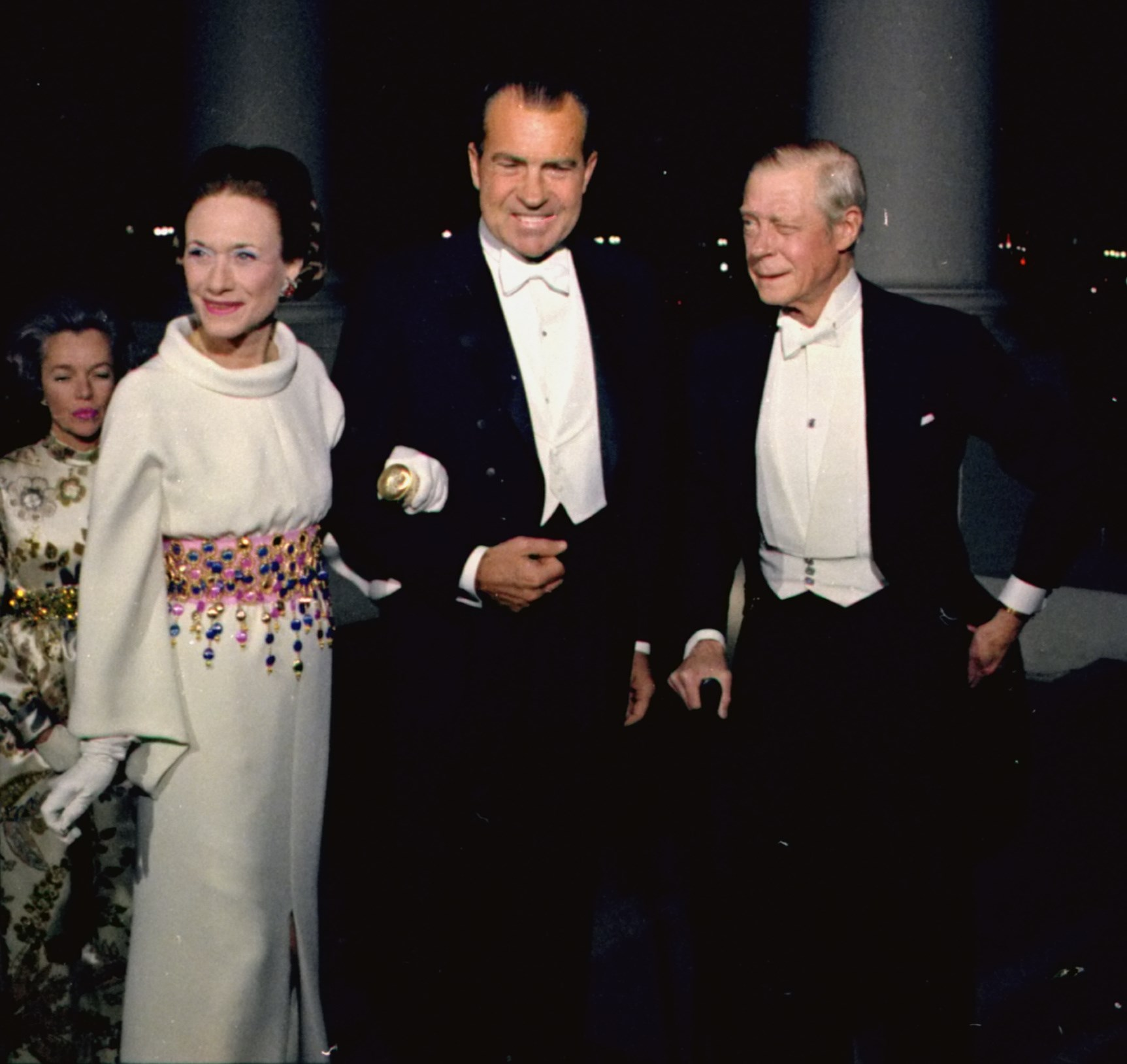
Los duques de Windsor con el presidente Richard Nixon, en 1970

Después de la guerra, los duques regresaron a Francia y pasaron el resto de su vida retirados, ya que Eduardo no volvió a desempeñar ninguna otra función oficial después de gobernar las Bahamas. La asignación del duque se complementó con favores del gobierno y el comercio ilegal de divisas. La ciudad de París le otorgó al duque, por un alquiler simbólico, la hoy conocida Villa Windsor, una casa en el número 4 de rue du Champ d'Entraînement, en Neuilly-sur-Seine del Bois de Boulogne. El gobierno francés le eximió de pagar impuestos sobre la renta y la pareja podía comprar productos libres de impuestos a través de la embajada británica y la comisaría militar. En 1951, el duque publicó su autobiografía redactada por un escritor fantasma, A King's Story, en la que mostraba su desacuerdo con la política liberal. Las regalías del libro resultaron ser otra fuente de ingresos. Nueve años más tarde, escribió un libro relativamente desconocido, A Family Album, que trata principalmente acerca de la moda y las costumbres de la familia real durante el transcurso de toda su vida, desde la época de la reina Victoria y a través de los reinados de su abuelo y su padre, además de describir sus propios gustos.
El duque y la duquesa desempeñaban el papel de celebridades menores y eran considerados parte de la café society de los años 1950 y 1960. Organizaban fiestas e iban y venían entre París y Nueva York; muchos de los que se reunían socialmente con los Windsor, entre ellos Gore Vidal, dieron cuenta de la vacuidad de la conversación del duque. La pareja sentía un gran cariño por sus perros pug.
En junio de 1953, en lugar de asistir a la coronación de la reina Isabel II en Londres, el duque y la duquesa vieron la ceremonia por televisión en París. El duque dijo que iba en contra de los precedentes que un soberano o exsoberano asistiera a la coronación de otro. Al duque se le pagó por escribir artículos sobre la ceremonia para el Sunday Express y para el Women's Home Companion, así como un libro corto, The Crown and the People, 1902–1953. En 1955, visitó al presidente Dwight D. Eisenhower en la Casa Blanca. En 1956, la pareja apareció en el programa de entrevistas por televisión de Edward R. Murrow, Person to Person, y en una entrevista de 50 minutos para BBC en 1970. Ese año, fueron invitados por el presidente Richard Nixon a una cena en la Casa Blanca como huéspedes de honor.
La familia real nunca aceptó a la duquesa. La reina María se negó a recibirla formalmente. Sin embargo, el duque se reunió ocasionalmente con su madre y su hermano, el rey Jorge VI, y también asistió al funeral de Jorge. La reina María mantuvo su rabia contra Eduardo y su indignación por su matrimonio con Wallis; decía: «Renunciar a todo esto por qué». En 1965, los Windsor regresaron a Londres y fueron visitados por la reina, la princesa Marina, duquesa de Kent, y por María, princesa real y condesa de Harewood. Una semana más tarde, la princesa real murió y la pareja asistió a su funeral. En 1967, se unieron a la familia real para el centenario del nacimiento de la reina María. La última ceremonia real a la que el duque acudió fue el funeral de la princesa Marina en 1968. Declinó una invitación de la reina para asistir a la investidura del príncipe de Gales en 1969, alegando que el príncipe Carlos no quería allí a su «viejo tío abuelo».

### Últimos años
A partir de la década de 1960, la salud del duque comenzó a deteriorarse. En diciembre de 1964, el doctor Michael DeBakey lo operó en la ciudad de Houston, Texas, de un aneurisma de la aorta abdominal, y en febrero de 1965, Stewart Duke-Elder le trató un desprendimiento de retina en el ojo izquierdo. El duque fumaba desde una edad muy temprana y a finales de 1971 se le diagnosticó cáncer de garganta y fue sometido a una terapia de cobalto. La reina Isabel II visitó a los Windsor en 1972, durante una visita de Estado a Francia; sin embargo, solo la duquesa se unió a la comitiva real para una sesión fotográfica. El duque murió en su casa de París el 28 de mayo de 1972, a la edad de setenta y siete años. Su cuerpo fue trasladado a Gran Bretaña para ser velado en la capilla de St George, en el castillo de Windsor. El servicio funeral se celebró en la capilla el 5 de junio en presencia de la reina, la familia real y la duquesa de Windsor. Fue sepultado en el cementerio real en Frogmore, detrás del Mausoleo Real de la reina Victoria y el príncipe Alberto. Durante la visita, la duquesa se quedó en el palacio de Buckingham. Hasta que llegaron a un acuerdo con Isabel II en 1965, los duques tenían planeado que su entierro se realizara en una parcela del Green Mount Cemetery en Baltimore, lugar donde fue sepultado el padre de Wallis. Frágil y cada vez más afectada por la demencia senil, la duquesa murió catorce años más tarde y fue enterrada junto a su marido simplemente como «Wallis, duquesa de Windsor».

## Títulos, tratamientos, honores y armas

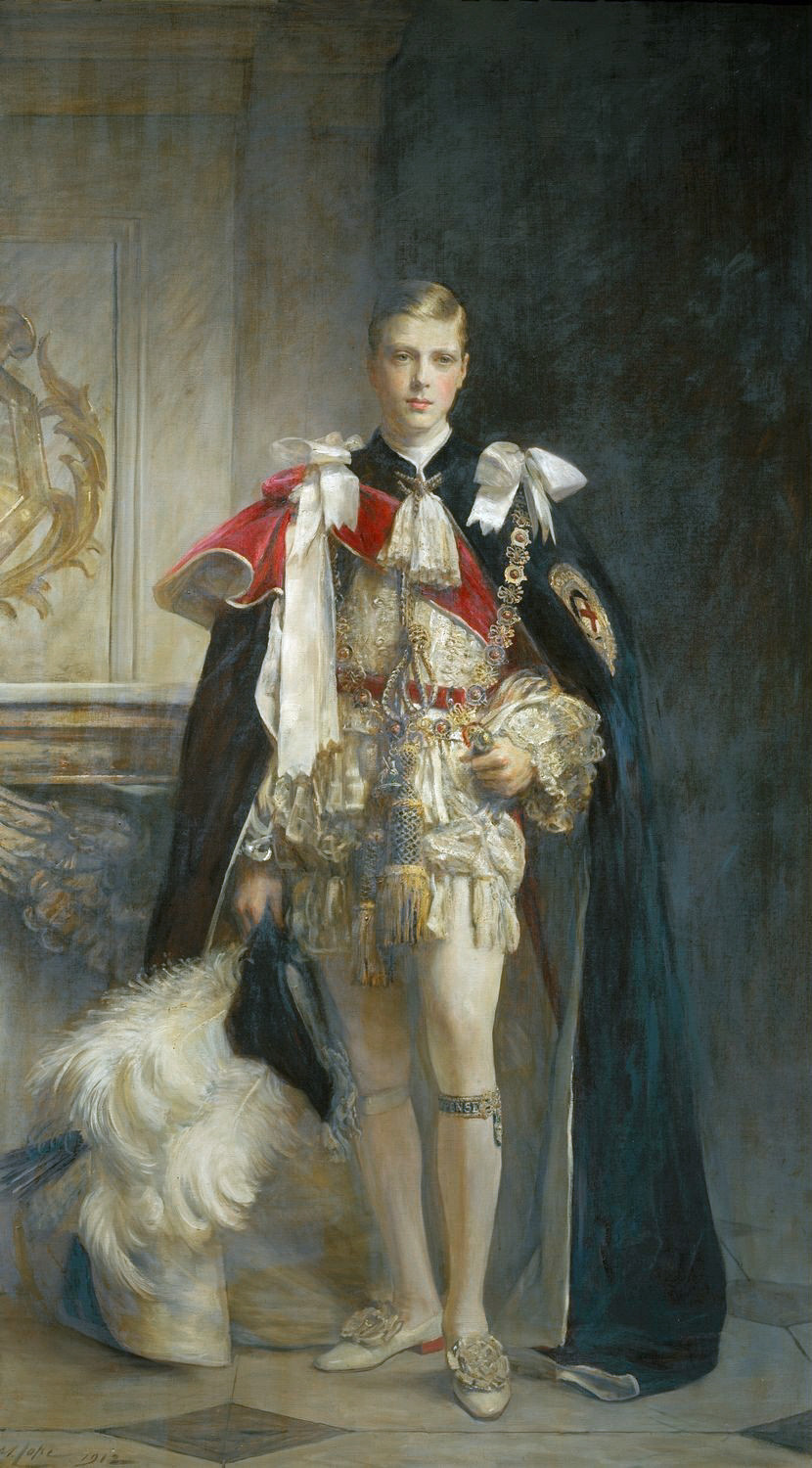
Retrato de Eduardo con la túnica de la Orden de la Jarretera. Por Arthur Stockdale Cope (1912)

### Títulos y tratamientos
| ● 14 de diciembre de 1895-28 de mayo de 1898:  | Su alteza el príncipe Eduardo de York                                                                        |
| ● 28 de mayo de 1898-22 de enero de 1901:      | Su alteza real el príncipe Eduardo de York                                                                   |
| ● 22 de enero de 1901-9 de noviembre de 1901:  | Su alteza real el príncipe Eduardo de Cornualles y York                                                      |
| ● 9 de noviembre de 1901-6 de mayo de 1910:    | Su alteza real el príncipe Eduardo de Gales                                                                  |
| ● 6 de mayo de 1910-20 de enero de 1936:       | Su alteza real el duque de Cornualles (Inglaterra, Gales e Irlanda del Norte) el duque de Rothesay (Escocia) |
|                                                | Su alteza real el príncipe de Gales (adicionalmente, desde el 23 de junio de 1910)                           |
| ● 20 de enero de 1936-11 de diciembre de 1936: | Su majestad el rey                                                                                           |
|                                                | Su majestad imperial el rey-emperador (India)                                                                |
| ● 11 de diciembre de 1936-8 de marzo de 1937:  | Su alteza real el príncipe Eduardo                                                                           |
| ● 8 de marzo de 1937-28 de mayo de 1972:       | Su alteza real el duque de Windsor                                                                           |

### Honores
- Caballero de la Orden del Toisón de Oro[100][101] ( España, 22 de junio de 1912).
- Medalla al Mérito de Chile, 1.ª clase[102] ( Chile, 1925).
- Collar de la Orden al Mérito de Chile[102] ( Chile, 1931).
- Orden El Sol del Perú ( Perú, 1931).[103]

### Armas
Como príncipe de Gales, las armas de Eduardo eran el escudo de armas del Reino Unido, diferenciado con un lambel argén de tres pendientes y con un escusón con las armas reales de Gales surmontado por la corona del heredero (idéntica a la utilizada por Carlos, príncipe de Gales). Como soberano usó el escudo de armas real sin ninguna diferencia y después de su abdicación lo utilizó otra vez diferenciado, pero esta vez con un lambel que llevaba en el pendiente central una corona imperial.
|                                                           |
| Escudo de armas de Eduardo, príncipe de Gales (1911–1936) |

|                                                 |
| Escudo de armas de Eduardo VIII del Reino Unido |

|                                                              |
| Escudo de armas de Eduardo VIII del Reino Unido (en Escocia) |

|                                              |
| Escudo de armas de Eduardo, duque de Windsor |

## Ancestros
| \| \| \| \| \| \| \| \| \| \| \| \| \| \| \| \| \| \| \| \| 16. Ernesto I de Sajonia-Coburgo-Gotha \| \| \| \| \| \| \| \| \| \| \| \| \| \| \| \| \| \| \| \| \| \| \| \| \| \| \| \| \| \| \| \| \| \| \| \| \| \| \| \| \| \| \| \| \| \| \| \| \| \| \| \| \| \| 8. Alberto de Sajonia-Coburgo-Gotha \| \| \| \| \| \| \| \| \| \| \| \| \| \| \| \| \| \| \| \| \| \| \| \| \| \| \| \| \| \| \| \| \| \| \| \| \| \| \| \| \| \| \| \| \| \| \| \| \| \| \| \| \| \| 17. Luisa de Sajonia-Gotha-Altenburgo \| \| \| \| \| \| \| \| \| \| \| \| \| \| \| \| \| \| \| \| \| \| \| \| \| \| \| \| \| \| \| \| \| \| \| \| \| \| \| \| \| \| \| \| \| \| \| \| \| \| \| \| \| \| 4. Eduardo VII del Reino Unido \| \| \| \| \| \| \| \| \| \| \| \| \| \| \| \| \| \| \| \| \| \| \| \| \| \| \| \| \| \| \| \| \| \| \| \| \| \| \| \| \| \| \| \| \| \| \| \| \| \| \| \| \| \| 18. Eduardo de Hannover \| \| \| \| \| \| \| \| \| \| \| \| \| \| \| \| \| \| \| \| \| \| \| \| \| \| \| \| \| \| \| \| \| \| \| \| \| \| \| \| \| \| \| \| \| \| \| \| \| \| \| \| \| \| 9. Victoria del Reino Unido \| \| \| \| \| \| \| \| \| \| \| \| \| \| \| \| \| \| \| \| \| \| \| \| \| \| \| \| \| \| \| \| \| \| \| \| \| \| \| \| \| \| \| \| \| \| \| \| \| \| \| \| \| \| 19. Victoria de Sajonia-Coburgo-Saalfeld \| \| \| \| \| \| \| \| \| \| \| \| \| \| \| \| \| \| \| \| \| \| \| \| \| \| \| \| \| \| \| \| \| \| \| \| \| \| \| \| \| \| \| \| \| \| \| \| \| \| \| \| \| \| 2. Jorge V del Reino Unido \| \| \| \| \| \| \| \| \| \| \| \| \| \| \| \| \| \| \| \| \| \| \| \| \| \| \| \| \| \| \| \| \| \| \| \| \| \| \| \| \| \| \| \| \| \| \| \| \| \| \| \| \| \| 20. Federico Guillermo de Schleswig-Holstein-Sonderburg-Glücksburg \| \| \| \| \| \| \| \| \| \| \| \| \| \| \| \| \| \| \| \| \| \| \| \| \| \| \| \| \| \| \| \| \| \| \| \| \| \| \| \| \| \| \| \| \| \| \| \| \| \| \| \| \| \| 10. Cristián IX de Dinamarca \| \| \| \| \| \| \| \| \| \| \| \| \| \| \| \| \| \| \| \| \| \| \| \| \| \| \| \| \| \| \| \| \| \| \| \| \| \| \| \| \| \| \| \| \| \| \| \| \| \| \| \| \| \| 21. Luisa Carolina de Hesse-Kassel \| \| \| \| \| \| \| \| \| \| \| \| \| \| \| \| \| \| \| \| \| \| \| \| \| \| \| \| \| \| \| \| \| \| \| \| \| \| \| \| \| \| \| \| \| \| \| \| \| \| \| \| \| \| 5. Alejandra de Dinamarca \| \| \| \| \| \| \| \| \| \| \| \| \| \| \| \| \| \| \| \| \| \| \| \| \| \| \| \| \| \| \| \| \| \| \| \| \| \| \| \| \| \| \| \| \| \| \| \| \| \| \| \| \| \| 22. Guillermo de Hesse-Kassel \| \| \| \| \| \| \| \| \| \| \| \| \| \| \| \| \| \| \| \| \| \| \| \| \| \| \| \| \| \| \| \| \| \| \| \| \| \| \| \| \| \| \| \| \| \| \| \| \| \| \| \| \| \| 11. Luisa de Hesse-Kassel \| \| \| \| \| \| \| \| \| \| \| \| \| \| \| \| \| \| \| \| \| \| \| \| \| \| \| \| \| \| \| \| \| \| \| \| \| \| \| \| \| \| \| \| \| \| \| \| \| \| \| \| \| \| 23. Luisa Carlota de Dinamarca \| \| \| \| \| \| \| \| \| \| \| \| \| \| \| \| \| \| \| \| \| \| \| \| \| \| \| \| \| \| \| \| \| \| \| \| \| \| \| \| \| \| \| \| \| \| \| \| \| \| \| \| \| \| 1. Eduardo VIII del Reino Unido \| \| \| \| \| \| \| \| \| \| \| \| \| \| \| \| \| \| \| \| \| \| \| \| \| \| \| \| \| \| \| \| \| \| \| \| \| \| \| \| \| \| \| \| \| \| \| \| \| \| \| \| \| \| 24. Luis de Wurtemberg \| \| \| \| \| \| \| \| \| \| \| \| \| \| \| \| \| \| \| \| \| \| \| \| \| \| \| \| \| \| \| \| \| \| \| \| \| \| \| \| \| \| \| \| \| \| \| \| \| \| \| \| \| \| 12. Alejandro de Wurtemberg \| \| \| \| \| \| \| \| \| \| \| \| \| \| \| \| \| \| \| \| \| \| \| \| \| \| \| \| \| \| \| \| \| \| \| \| \| \| \| \| \| \| \| \| \| \| \| \| \| \| \| \| \| \| 25. Enriqueta de Nassau-Weilburg \| \| \| \| \| \| \| \| \| \| \| \| \| \| \| \| \| \| \| \| \| \| \| \| \| \| \| \| \| \| \| \| \| \| \| \| \| \| \| \| \| \| \| \| \| \| \| \| \| \| \| \| \| \| 6. Francisco de Teck \| \| \| \| \| \| \| \| \| \| \| \| \| \| \| \| \| \| \| \| \| \| \| \| \| \| \| \| \| \| \| \| \| \| \| \| \| \| \| \| \| \| \| \| \| \| \| \| \| \| \| \| \| \| 26. Ladislao Rhédey de Kis-Rhéde \| \| \| \| \| \| \| \| \| \| \| \| \| \| \| \| \| \| \| \| \| \| \| \| \| \| \| \| \| \| \| \| \| \| \| \| \| \| \| \| \| \| \| \| \| \| \| \| \| \| \| \| \| \| 13. Claudia Rhédey \| \| \| \| \| \| \| \| \| \| \| \| \| \| \| \| \| \| \| \| \| \| \| \| \| \| \| \| \| \| \| \| \| \| \| \| \| \| \| \| \| \| \| \| \| \| \| \| \| \| \| \| \| \| 27. Inés Inczédy de Nagy-Várad \| \| \| \| \| \| \| \| \| \| \| \| \| \| \| \| \| \| \| \| \| \| \| \| \| \| \| \| \| \| \| \| \| \| \| \| \| \| \| \| \| \| \| \| \| \| \| \| \| \| \| \| \| \| 3. María de Teck \| \| \| \| \| \| \| \| \| \| \| \| \| \| \| \| \| \| \| \| \| \| \| \| \| \| \| \| \| \| \| \| \| \| \| \| \| \| \| \| \| \| \| \| \| \| \| \| \| \| \| \| \| \| 28. Jorge III del Reino Unido \| \| \| \| \| \| \| \| \| \| \| \| \| \| \| \| \| \| \| \| \| \| \| \| \| \| \| \| \| \| \| \| \| \| \| \| \| \| \| \| \| \| \| \| \| \| \| \| \| \| \| \| \| \| 14. Adolfo de Hannover \| \| \| \| \| \| \| \| \| \| \| \| \| \| \| \| \| \| \| \| \| \| \| \| \| \| \| \| \| \| \| \| \| \| \| \| \| \| \| \| \| \| \| \| \| \| \| \| \| \| \| \| \| \| 29. Carlota de Mecklemburgo-Strelitz \| \| \| \| \| \| \| \| \| \| \| \| \| \| \| \| \| \| \| \| \| \| \| \| \| \| \| \| \| \| \| \| \| \| \| \| \| \| \| \| \| \| \| \| \| \| \| \| \| \| \| \| \| \| 7. María Adelaida de Cambridge \| \| \| \| \| \| \| \| \| \| \| \| \| \| \| \| \| \| \| \| \| \| \| \| \| \| \| \| \| \| \| \| \| \| \| \| \| \| \| \| \| \| \| \| \| \| \| \| \| \| \| \| \| \| 30. Federico de Hesse-Kassel \| \| \| \| \| \| \| \| \| \| \| \| \| \| \| \| \| \| \| \| \| \| \| \| \| \| \| \| \| \| \| \| \| \| \| \| \| \| \| \| \| \| \| \| \| \| \| \| \| \| \| \| \| \| 15. Augusta de Hesse-Kassel \| \| \| \| \| \| \| \| \| \| \| \| \| \| \| \| \| \| \| \| \| \| \| \| \| \| \| \| \| \| \| \| \| \| \| \| \| \| \| \| \| \| \| \| \| \| \| \| \| \| \| \| \| \| 31. Carolina Polixena de Nassau-Usingen \| \| \| \| \| \| \| \| \| \| \| \| \| \| \| \| \| \| \| \| \| \| \| \| \| \| \| \| \| \| \| \| \| \| \| \| \| \| \| \| \| \| \| \| \| \| \| \| \| \| \| \| |                                                                    |  |  |  |  |  |  |  |  |  |  |  |  |  |  |  |
| |                                                                    |  |  |  |  |  |  |  |  |  |  |  |  |  |  |  |
| | 16. Ernesto I de Sajonia-Coburgo-Gotha                             |  |  |  |  |  |  |  |  |  |  |  |  |  |  |  |
| |                                                                    |  |  |  |  |  |  |  |  |  |  |  |  |  |  |  |
| |                                                                    |  |  |  |  |  |  |  |  |  |  |  |  |  |  |  |
| | 8. Alberto de Sajonia-Coburgo-Gotha                                |  |  |  |  |  |  |  |  |  |  |  |  |  |  |  |
| |                                                                    |  |  |  |  |  |  |  |  |  |  |  |  |  |  |  |
| |                                                                    |  |  |  |  |  |  |  |  |  |  |  |  |  |  |  |
| | 17. Luisa de Sajonia-Gotha-Altenburgo                              |  |  |  |  |  |  |  |  |  |  |  |  |  |  |  |
| |                                                                    |  |  |  |  |  |  |  |  |  |  |  |  |  |  |  |
| |                                                                    |  |  |  |  |  |  |  |  |  |  |  |  |  |  |  |
| | 4. Eduardo VII del Reino Unido                                     |  |  |  |  |  |  |  |  |  |  |  |  |  |  |  |
| |                                                                    |  |  |  |  |  |  |  |  |  |  |  |  |  |  |  |
| |                                                                    |  |  |  |  |  |  |  |  |  |  |  |  |  |  |  |
| | 18. Eduardo de Hannover                                            |  |  |  |  |  |  |  |  |  |  |  |  |  |  |  |
| |                                                                    |  |  |  |  |  |  |  |  |  |  |  |  |  |  |  |
| |                                                                    |  |  |  |  |  |  |  |  |  |  |  |  |  |  |  |
| | 9. Victoria del Reino Unido                                        |  |  |  |  |  |  |  |  |  |  |  |  |  |  |  |
| |                                                                    |  |  |  |  |  |  |  |  |  |  |  |  |  |  |  |
| |                                                                    |  |  |  |  |  |  |  |  |  |  |  |  |  |  |  |
| | 19. Victoria de Sajonia-Coburgo-Saalfeld                           |  |  |  |  |  |  |  |  |  |  |  |  |  |  |  |
| |                                                                    |  |  |  |  |  |  |  |  |  |  |  |  |  |  |  |
| |                                                                    |  |  |  |  |  |  |  |  |  |  |  |  |  |  |  |
| | 2. Jorge V del Reino Unido                                         |  |  |  |  |  |  |  |  |  |  |  |  |  |  |  |
| |                                                                    |  |  |  |  |  |  |  |  |  |  |  |  |  |  |  |
| |                                                                    |  |  |  |  |  |  |  |  |  |  |  |  |  |  |  |
| | 20. Federico Guillermo de Schleswig-Holstein-Sonderburg-Glücksburg |  |  |  |  |  |  |  |  |  |  |  |  |  |  |  |
| |                                                                    |  |  |  |  |  |  |  |  |  |  |  |  |  |  |  |
| |                                                                    |  |  |  |  |  |  |  |  |  |  |  |  |  |  |  |
| | 10. Cristián IX de Dinamarca                                       |  |  |  |  |  |  |  |  |  |  |  |  |  |  |  |
| |                                                                    |  |  |  |  |  |  |  |  |  |  |  |  |  |  |  |
| |                                                                    |  |  |  |  |  |  |  |  |  |  |  |  |  |  |  |
| | 21. Luisa Carolina de Hesse-Kassel                                 |  |  |  |  |  |  |  |  |  |  |  |  |  |  |  |
| |                                                                    |  |  |  |  |  |  |  |  |  |  |  |  |  |  |  |
| |                                                                    |  |  |  |  |  |  |  |  |  |  |  |  |  |  |  |
| | 5. Alejandra de Dinamarca                                          |  |  |  |  |  |  |  |  |  |  |  |  |  |  |  |
| |                                                                    |  |  |  |  |  |  |  |  |  |  |  |  |  |  |  |
| |                                                                    |  |  |  |  |  |  |  |  |  |  |  |  |  |  |  |
| | 22. Guillermo de Hesse-Kassel                                      |  |  |  |  |  |  |  |  |  |  |  |  |  |  |  |
| |                                                                    |  |  |  |  |  |  |  |  |  |  |  |  |  |  |  |
| |                                                                    |  |  |  |  |  |  |  |  |  |  |  |  |  |  |  |
| | 11. Luisa de Hesse-Kassel                                          |  |  |  |  |  |  |  |  |  |  |  |  |  |  |  |
| |                                                                    |  |  |  |  |  |  |  |  |  |  |  |  |  |  |  |
| |                                                                    |  |  |  |  |  |  |  |  |  |  |  |  |  |  |  |
| | 23. Luisa Carlota de Dinamarca                                     |  |  |  |  |  |  |  |  |  |  |  |  |  |  |  |
| |                                                                    |  |  |  |  |  |  |  |  |  |  |  |  |  |  |  |
| |                                                                    |  |  |  |  |  |  |  |  |  |  |  |  |  |  |  |
| | 1. Eduardo VIII del Reino Unido                                    |  |  |  |  |  |  |  |  |  |  |  |  |  |  |  |
| |                                                                    |  |  |  |  |  |  |  |  |  |  |  |  |  |  |  |
| |                                                                    |  |  |  |  |  |  |  |  |  |  |  |  |  |  |  |
| | 24. Luis de Wurtemberg                                             |  |  |  |  |  |  |  |  |  |  |  |  |  |  |  |
| |                                                                    |  |  |  |  |  |  |  |  |  |  |  |  |  |  |  |
| |                                                                    |  |  |  |  |  |  |  |  |  |  |  |  |  |  |  |
| | 12. Alejandro de Wurtemberg                                        |  |  |  |  |  |  |  |  |  |  |  |  |  |  |  |
| |                                                                    |  |  |  |  |  |  |  |  |  |  |  |  |  |  |  |
| |                                                                    |  |  |  |  |  |  |  |  |  |  |  |  |  |  |  |
| | 25. Enriqueta de Nassau-Weilburg                                   |  |  |  |  |  |  |  |  |  |  |  |  |  |  |  |
| |                                                                    |  |  |  |  |  |  |  |  |  |  |  |  |  |  |  |
| |                                                                    |  |  |  |  |  |  |  |  |  |  |  |  |  |  |  |
| | 6. Francisco de Teck                                               |  |  |  |  |  |  |  |  |  |  |  |  |  |  |  |
| |                                                                    |  |  |  |  |  |  |  |  |  |  |  |  |  |  |  |
| |                                                                    |  |  |  |  |  |  |  |  |  |  |  |  |  |  |  |
| | 26. Ladislao Rhédey de Kis-Rhéde                                   |  |  |  |  |  |  |  |  |  |  |  |  |  |  |  |
| |                                                                    |  |  |  |  |  |  |  |  |  |  |  |  |  |  |  |
| |                                                                    |  |  |  |  |  |  |  |  |  |  |  |  |  |  |  |
| | 13. Claudia Rhédey                                                 |  |  |  |  |  |  |  |  |  |  |  |  |  |  |  |
| |                                                                    |  |  |  |  |  |  |  |  |  |  |  |  |  |  |  |
| |                                                                    |  |  |  |  |  |  |  |  |  |  |  |  |  |  |  |
| | 27. Inés Inczédy de Nagy-Várad                                     |  |  |  |  |  |  |  |  |  |  |  |  |  |  |  |
| |                                                                    |  |  |  |  |  |  |  |  |  |  |  |  |  |  |  |
| |                                                                    |  |  |  |  |  |  |  |  |  |  |  |  |  |  |  |
| | 3. María de Teck                                                   |  |  |  |  |  |  |  |  |  |  |  |  |  |  |  |
| |                                                                    |  |  |  |  |  |  |  |  |  |  |  |  |  |  |  |
| |                                                                    |  |  |  |  |  |  |  |  |  |  |  |  |  |  |  |
| | 28. Jorge III del Reino Unido                                      |  |  |  |  |  |  |  |  |  |  |  |  |  |  |  |
| |                                                                    |  |  |  |  |  |  |  |  |  |  |  |  |  |  |  |
| |                                                                    |  |  |  |  |  |  |  |  |  |  |  |  |  |  |  |
| | 14. Adolfo de Hannover                                             |  |  |  |  |  |  |  |  |  |  |  |  |  |  |  |
| |                                                                    |  |  |  |  |  |  |  |  |  |  |  |  |  |  |  |
| |                                                                    |  |  |  |  |  |  |  |  |  |  |  |  |  |  |  |
| | 29. Carlota de Mecklemburgo-Strelitz                               |  |  |  |  |  |  |  |  |  |  |  |  |  |  |  |
| |                                                                    |  |  |  |  |  |  |  |  |  |  |  |  |  |  |  |
| |                                                                    |  |  |  |  |  |  |  |  |  |  |  |  |  |  |  |
| | 7. María Adelaida de Cambridge                                     |  |  |  |  |  |  |  |  |  |  |  |  |  |  |  |
| |                                                                    |  |  |  |  |  |  |  |  |  |  |  |  |  |  |  |
| |                                                                    |  |  |  |  |  |  |  |  |  |  |  |  |  |  |  |
| | 30. Federico de Hesse-Kassel                                       |  |  |  |  |  |  |  |  |  |  |  |  |  |  |  |
| |                                                                    |  |  |  |  |  |  |  |  |  |  |  |  |  |  |  |
| |                                                                    |  |  |  |  |  |  |  |  |  |  |  |  |  |  |  |
| | 15. Augusta de Hesse-Kassel                                        |  |  |  |  |  |  |  |  |  |  |  |  |  |  |  |
| |                                                                    |  |  |  |  |  |  |  |  |  |  |  |  |  |  |  |
| |                                                                    |  |  |  |  |  |  |  |  |  |  |  |  |  |  |  |
| | 31. Carolina Polixena de Nassau-Usingen                            |  |  |  |  |  |  |  |  |  |  |  |  |  |  |  |
| |                                                                    |  |  |  |  |  |  |  |  |  |  |  |  |  |  |  |
| |                                                                    |  |  |  |  |  |  |  |  |  |  |  |  |  |  |  |